# Kabichi Baator
Kabichi Baator (955 circa) è stato un condottiero mongolo.
Fu Khan dei Mongoli e diretto progenitore della stirpe reale di Gengis Khan.

## Vita
Fu un Khan dei Mongoli. Di lui poco è noto tranne che era appartenente al gruppo tribale dei Borjigin, ceppo principale e cuore della nobiltà Mongola, che raggruppava i clan più importanti.

Era figlio di Bondodjar Mong Khan e nipote di Debun Khan.

## Discendenze
Fu sposato con varie mogli. Primo dei suoi figli fu Menen Tudun padre di Kachi Kaluk, poi padre di Khaidu Khan. Tra i suoi discendenti diretti c'è, oltre a Gengis Khan, anche Tamerlano.